# Atletica leggera ai Giochi della XXIX Olimpiade - 400 metri ostacoli femminili

Video della Finale

Ai Giochi della XXIX Olimpiade, tenutisi a Pechino nel 2008, la competizione dei 400 metri ostacoli femminili si è svolta dal 17 al 20 agosto presso lo Stadio nazionale di Pechino.

## Presenze ed assenze delle campionesse in carica
| Competizione         | Atleta                | Prestazione | Pechino 2008 |
| -------------------- | --------------------- | ----------- | ------------ |
| Olimpiadi 2004       | Fanī Chalkia          | 52”82       | Assente      |
| Commonwealth 2006    | Jana Pittman          | 53”82       | Infortunata  |
| Europei 2006         | Evgenija Isakova      | 53”93       | Non selez.   |
| Coppa del mondo 2006 | Julija Pečënkina      | 53”88       | Infortunata  |
| Asiatici 2006        | Huang Xiaoxiao        | 55”41       | Non qual.    |
| Panamericani 2007    | Sheena Johnson        | 54”64       | Presente     |
| Africani 2007        | Muna Jabir Adam       | 54”93       | Presente     |
| Mondiali 2007        | Jana Rawlinson        | 53”31       | Infortunata  |
|                      |                       |             |              |
| Mondiali junior 2004 | Ekaterina Kostetskaya | 55”55       | Non selez.   |

## Cronoprogramma
| 4 Batterie   | 17 agosto, ore 20:10 | 27 partenti   | Si qualificano le prime 3 + i 4 migliori tempi.  |
| 2 Semifinali | 18 agosto, ore 20:45 | 8 + 8         | Si qualificano le prime 4 di ciascuna semifinale |
| Finale       | 20 agosto, ore 22:35 | 8 concorrenti |                                                  |

## Gara
Il miglior tempo della prima fase è di Melaine Walker (Jam): 54"46.
Nella prima semifinale prevale Sheena Tosta (USA) in 54"07. La seconda è appannaggio della giamaicana in 54"20.
In finale la Tosta parte meglio della Walker, ma la giamaicana la riprende metro dopo metro fino a raggiungerla all'ottavo ostacolo. La giamaicana continua a spingere al massimo e distacca l'avversaria di oltre un secondo. Il suo tempo è di grande spessore tecnico: 52"64, nuovo record olimpico.
Dietro di lei, Sheena Tosta giunge seconda, seguita dalla britannica Danvers (bronzo) e dall'ucraina Rabčenjuk, entrambe con il nuovo primato personale.

## Finale
Mercoledì, 20 agosto, ore 22:35. Stadio nazionale di Pechino.
| Pos | Paese         | Atleta               | Tempo | Note                               |
| --- | ------------- | -------------------- | ----- | ---------------------------------- |
|     | Giamaica      | Melaine Walker       | 52"64 | Record olimpico · Record nazionale |
|     | Stati Uniti   | Sheena Tosta         | 53"70 |                                    |
|     | Gran Bretagna | Tasha Danvers        | 53"84 | Miglior prestazione personale      |
| 4   | Ucraina       | Anastasija Rabčenjuk | 53"96 | Miglior prestazione personale      |
| 5   | Polonia       | Anna Jesień          | 54"29 |                                    |
| 6   | Russia        | Ekaterina Bikert     | 54"96 |                                    |
| 7   | Rep. Ceca     | Zuzana Hejnová       | 54"97 |                                    |
| 8   | Stati Uniti   | Tiffany Williams     | 57"55 |                                    |

Legenda:
- RO = Record olimpico;
- RMS = Migliore prestazione mondiale dell'anno;
- RN = Record nazionale;
- RP = Record personale;
- NP = Non partita.